# تپه نادری (درگز)
تپه نادری مربوط به دوره تاریخی است و در شهرستان درگز، یک کیلومتری شرق روستای خیرآباد واقع شده و این اثر در تاریخ ۱۰ دی ۱۳۸۱ با شمارهٔ ثبت ۶۷۲۵ به‌عنوان یکی از آثار ملی ایران به ثبت رسیده‌است.